# Тира Мекленбургская
Тира (нем. Thyra Anastasia Alexandrine Marie-Louise Olga Cecilie Charlotte Elisabeth Emma; 18 июня 1919, замок Зоргенфрай (нем. Sorgenfrei), Баден-Вюртемберг) — 27 сентября 1981, Фленсбург) — герцогиня Мекленбургская, дочь великого герцога Мекленбург-Шверинского Фридриха Франца IV и герцогини Александры, урождённой принцессы Кумберланд-Брауншвейг-Люнебургской, внучка великой княгини Анастасии Михайловны. Родилась уже после отречения отца от престола (1918). Замужем не была, детей не имела.